# St-Sulpice (Saint-Sulpice-de-Favières)

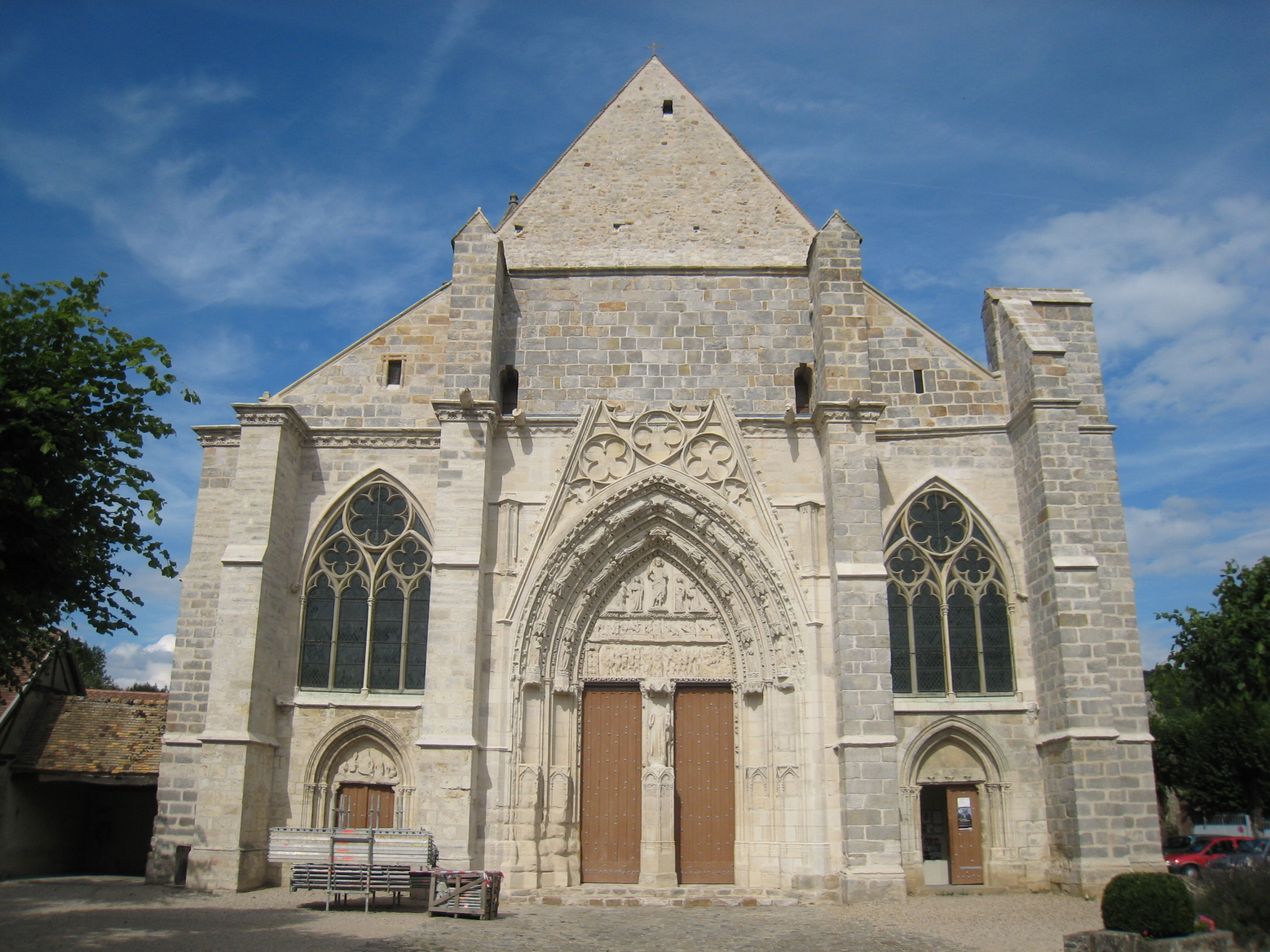
Pfarrkirche Saint-Sulpice

Die römisch-katholische Pfarrkirche Saint-Sulpice in Saint-Sulpice-de-Favières, einer Gemeinde im Département Essonne in der französischen Region Île-de-France, wurde in der zweiten Hälfte des 13. Jahrhunderts im Stil der Hochgotik errichtet. Sie ist dem Andenken des heiligen Sulpicius, der im 7. Jahrhundert Bischof von Bourges war, geweiht. Die Kirche besitzt Bleiglasfenster aus der Entstehungszeit und ein Chorgestühl, das vermutlich aus dem 16. Jahrhundert stammt. 1840 wurde die Kirche als geschütztes Baudenkmal in die Liste der Monuments historiques aufgenommen.

## Geschichte
Im Jahr 1100 wird im Cartular der Abtei von Longpont-sur-Orge erstmals eine Pfarrkirche in Favières erwähnt. Um 1170/80 wurde eine neue Kirche gebaut, von der nur noch zwei kreuzgratgewölbte Joche an der Nordseite, heute in der Chapelle des Miracles, erhalten sind. Die heutige Kirche wurde um 1245 begonnen und gegen Ende des 13. Jahrhunderts fertiggestellt. Im 13. und 14. Jahrhundert war die Kirche das Ziel einer der bedeutendsten Wallfahrten im Pariser Umland.
Während der Fronde-Aufstände wurde 1652 der Dachstuhl in Brand gesetzt und das Gewölbe der vier westlichen Joche des Hauptschiffes stürzte ein. Seither sind sie mit einer Holztonne gedeckt.

## Architektur

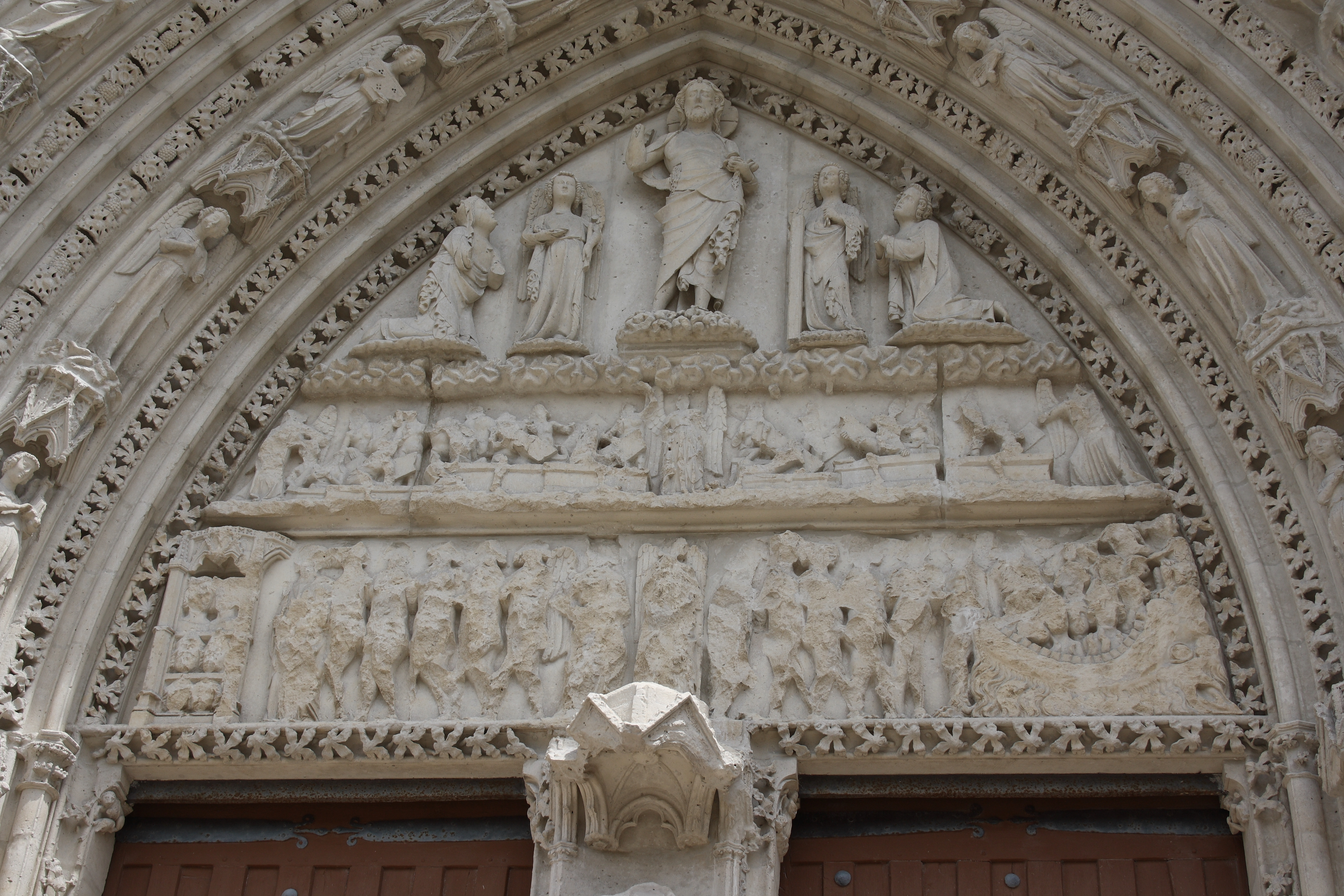
Tympanon des Westportals

### Außenbau
Über dem nördlichen Seitenschiff erhebt sich der mit einem Satteldach gedeckte Glockenturm. Die Außenmauern der Seitenschiffe werden von mächtigen Strebepfeilern gestützt, am Chor und den beiden östlichen Langhausjochen sind sie mehrfach abgestuft und mit Fialen und zahlreichen Wasserspeiern bestückt.
Das Westportal wurde um 1300 skulptiert. Es wird von Archivolten überfangen, auf denen Engel dargestellt sind. Das Tympanon, das während der Französischen Revolution stark beschädigt wurde, stellt das Jüngste Gericht dar. In der Mitte des oberen Feldes steht der auferstandene Christus, neben ihm zwei Engel, seitlich knien Maria und der Apostel Johannes. Im mittleren Feld sind drei Engel dargestellt, zwischen denen die Toten aus ihren Särgen steigen. Im Feld darunter werden auf der linken Seite die Auserwählten von einem Engel in den Himmel geführt, auf der rechten Seite werden die Verdammten in den Höllenschlund gestoßen. Die kopflose Skulptur des Trumeaupfeilers stellt den heiligen Sulpicius dar, die Reliefs am Sockel erzählen Episoden aus seinem Leben.

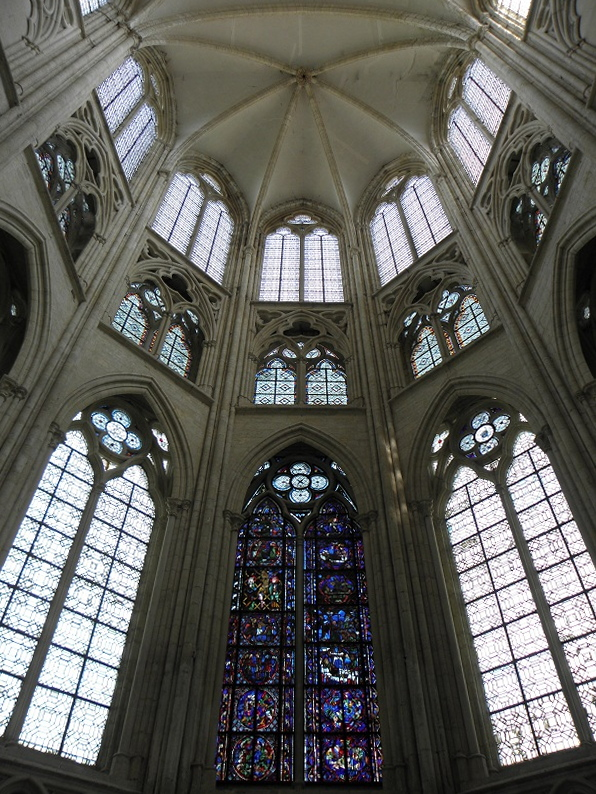
Chor

### Innenraum
Das Langhaus ist dreischiffig und in sechs Joche gegliedert. Es mündet im Osten in einen eingezogenen, um fünf Stufen erhöhten Chor mit Fünfachtelschluss, der eine Höhe von 23 Metern erreicht. Wie in den Seitenschiffen ist die Sockelzone im Chor mit Blendarkaden verziert. Darüber erheben sich drei von zweiteiligen Spitzbogenfenstern durchbrochene Geschosse.
Mit Ausnahme der vier im 17. Jahrhundert eingestürzten Joche des Mittelschiffs sind sämtliche Joche des Langhauses mit einem vierteiligen Kreuzrippengewölbe gedeckt. Zu beiden Seiten des Hauptschiffs öffnen sich hohe Spitzbogenarkaden, die auf mächtigen Pfeilern mit Säulenvorlagen aufliegen, zu den Seitenschiffen.

## Bleiglasfenster
Das zentrale Chorfenster ist aus Fragmenten verschiedener Fenster zusammengesetzt. Die Scheiben mit Szenen aus dem Leben des heiligen Sulpicius und der Passion Christi wurden um 1230 geschaffen, die beiden Szenen aus der Kindheit Jesu um 1270. Die Fenster am östlichen Abschluss der  Seitenschiffe werden um 1250 datiert. Das Fenster im nördlichen Seitenschiff ist ein Grisaille-Fenster mit Efeublättern. Das Marienfenster des südlichen Seitenschiffes mit Szenen aus dem Marienleben ist vollständig erhalten. Es besteht aus drei Lanzetten mit dreißig Medaillons, die von einer Rosette und zwei kleinen Dreipassfenstern bekrönt werden.

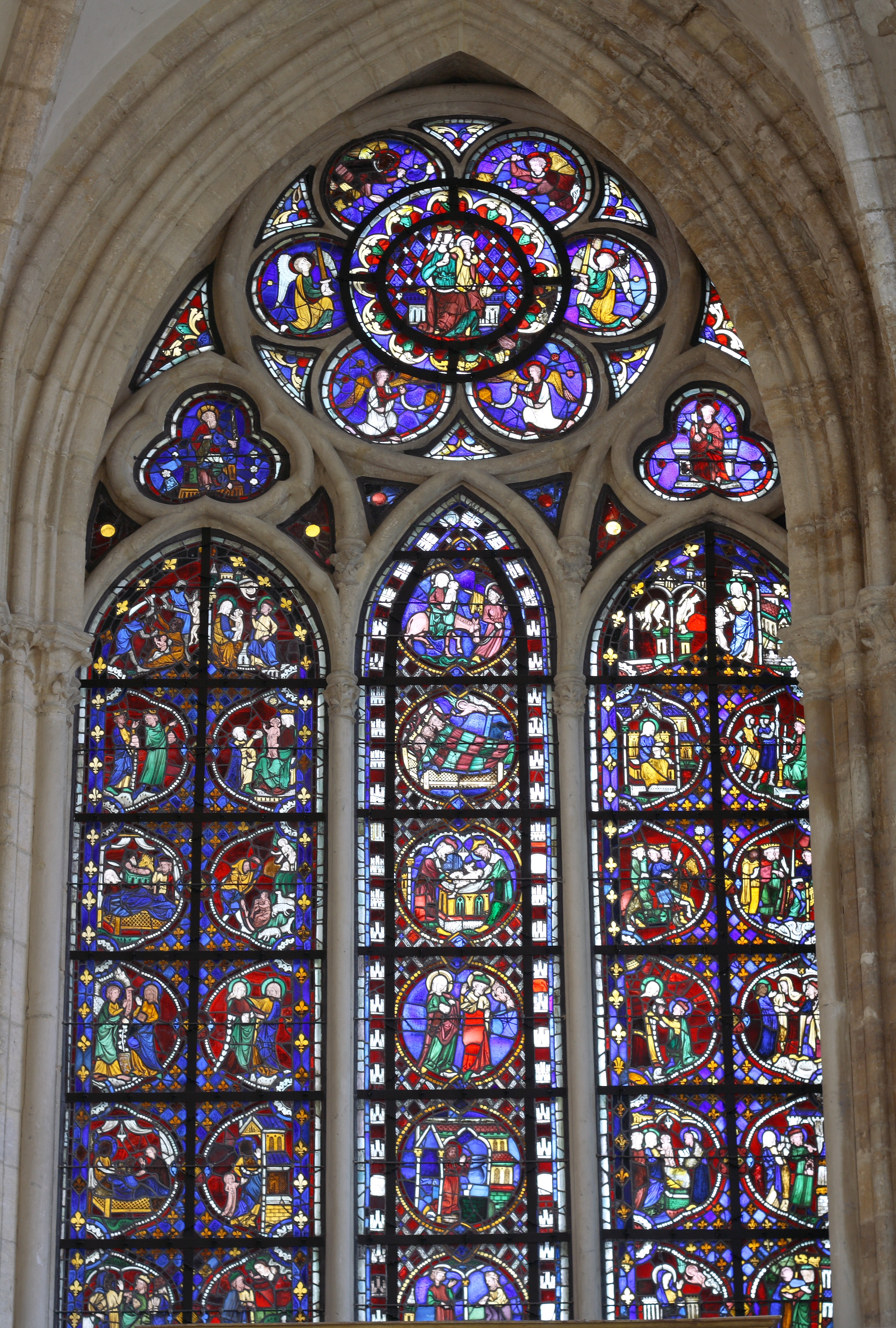
Marienfenster im südlichen Seitenschiff
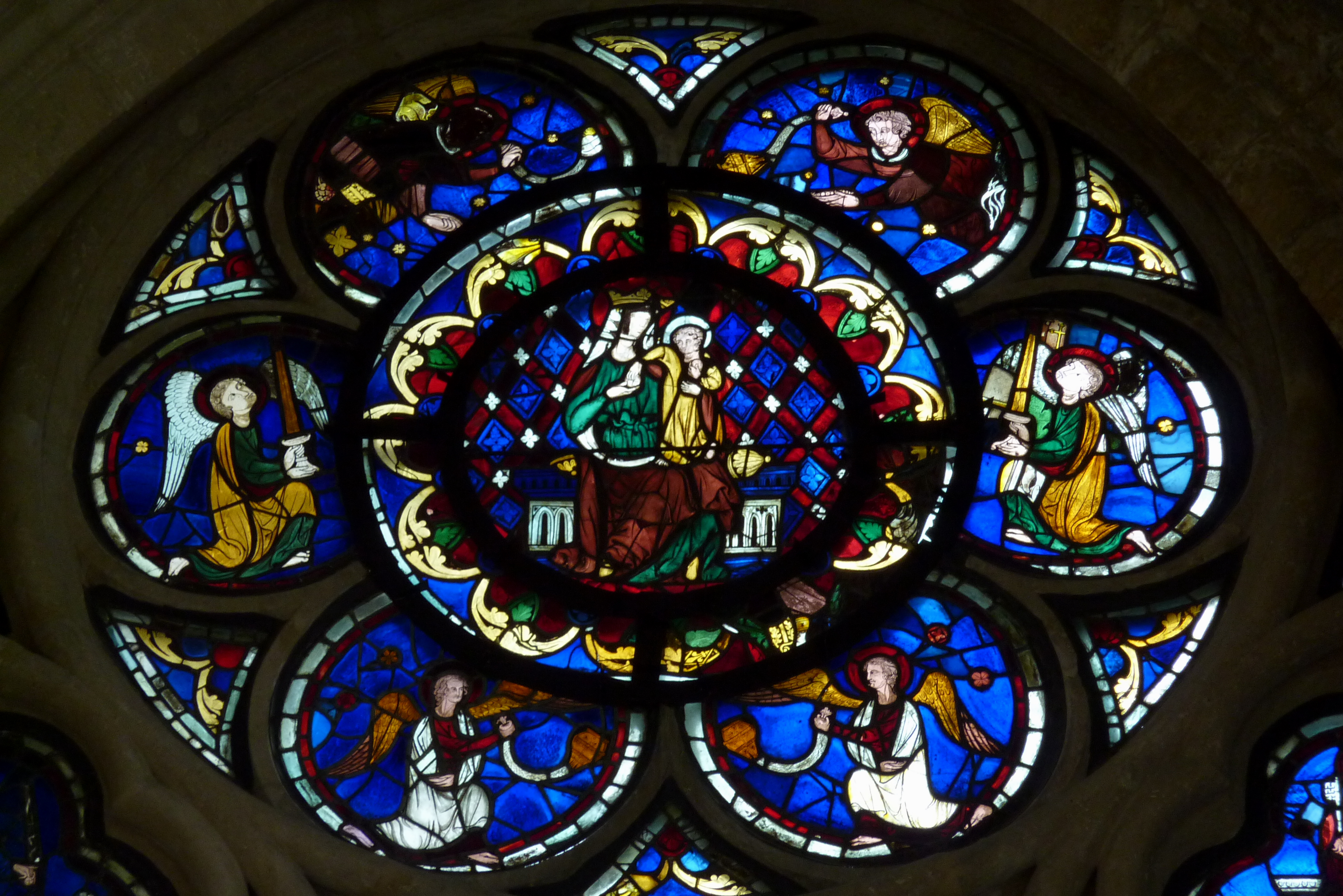
Maria mit Jesuskind, umgeben von Engeln
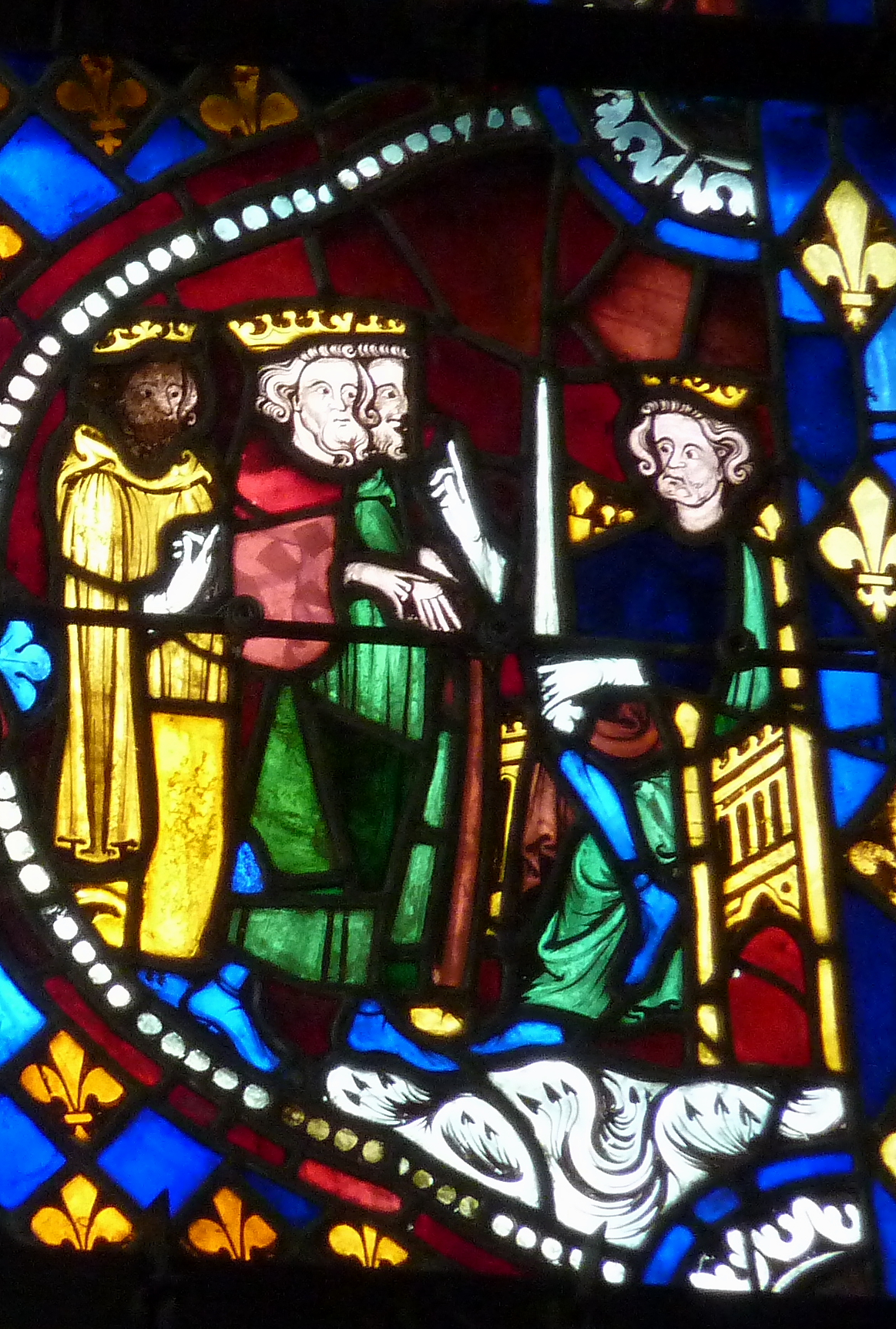
Die Heiligen Drei Könige vor König Herodes
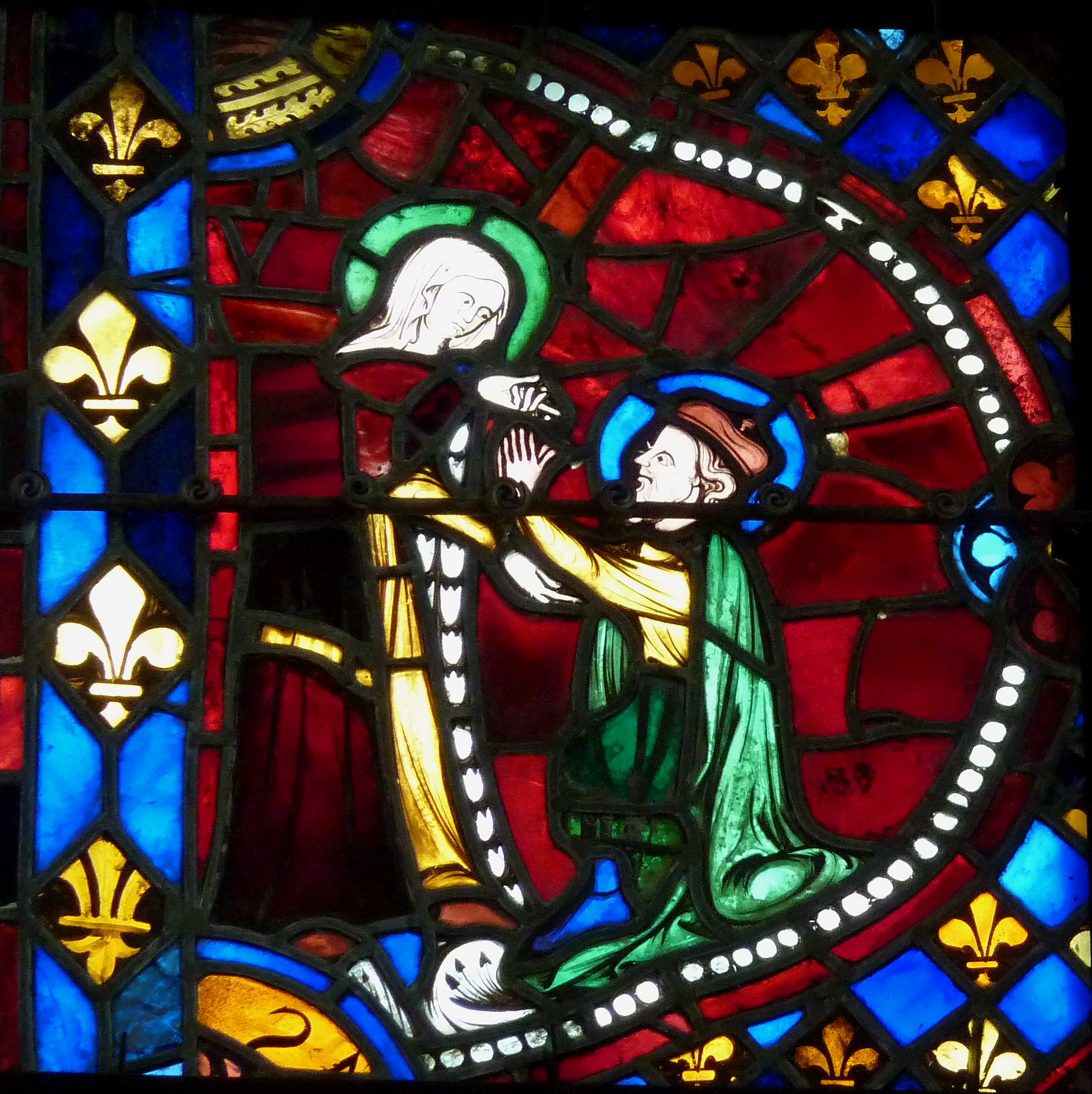
Joseph bittet Maria um Verzeihung

## Ausstattung
- Die Kanzel, aus dem späten 17. Jahrhundert, stammt aus der Schlosskapelle von Versailles.
- Die Bank für den Kirchenvorstand wurde im 18. Jahrhundert von einem heimischen Handwerker geschaffen.
- Das holzgeschnitzte Chorgestühl wird in das 16. Jahrhundert datiert und befand sich wahrscheinlich ehemals in der Abtei Morigny. Die Armlehnen und Miserikordien sind mit Szenen aus dem Leben Jesu und vielen Figuren wie Mönchen und Bauern skulptiert.

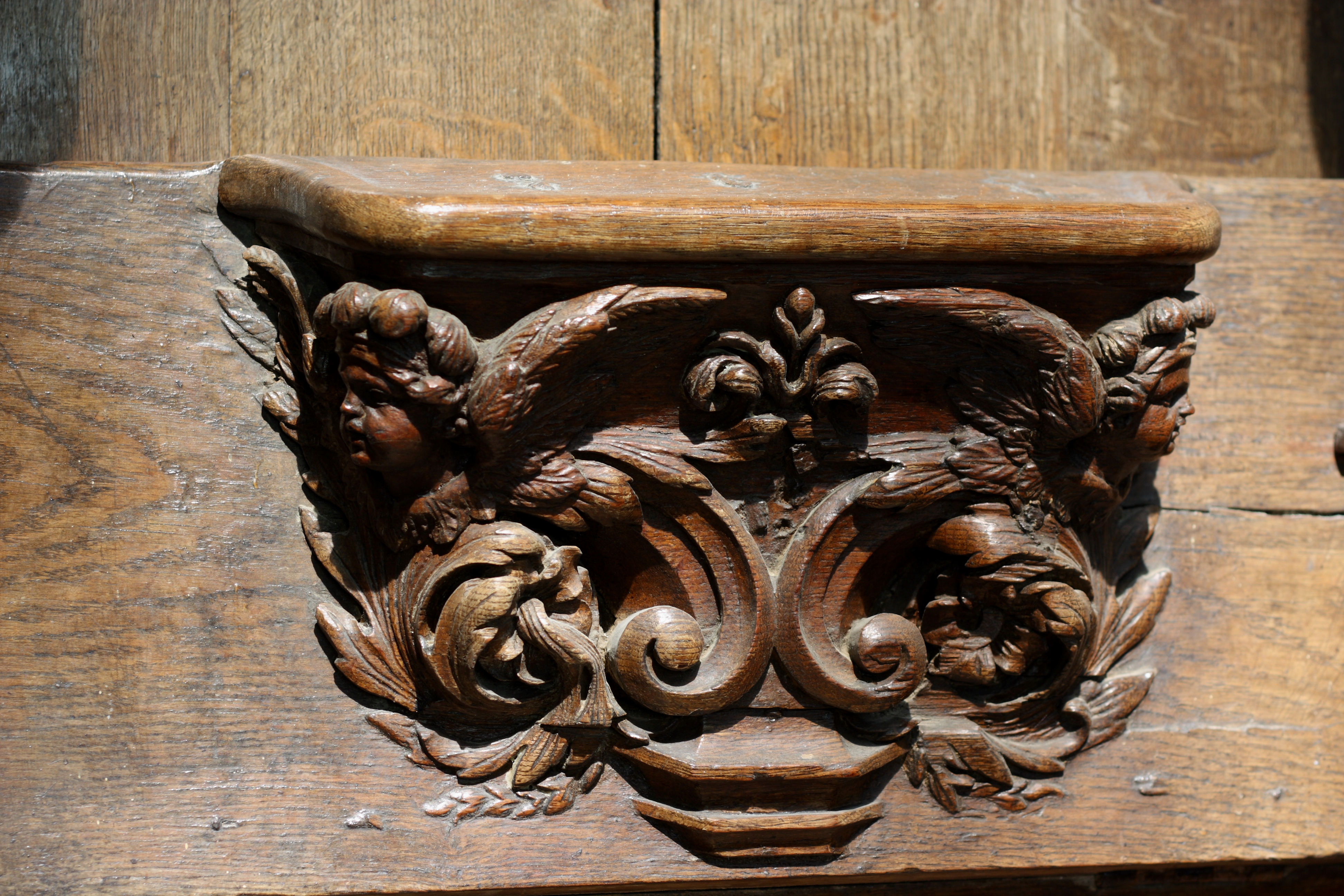
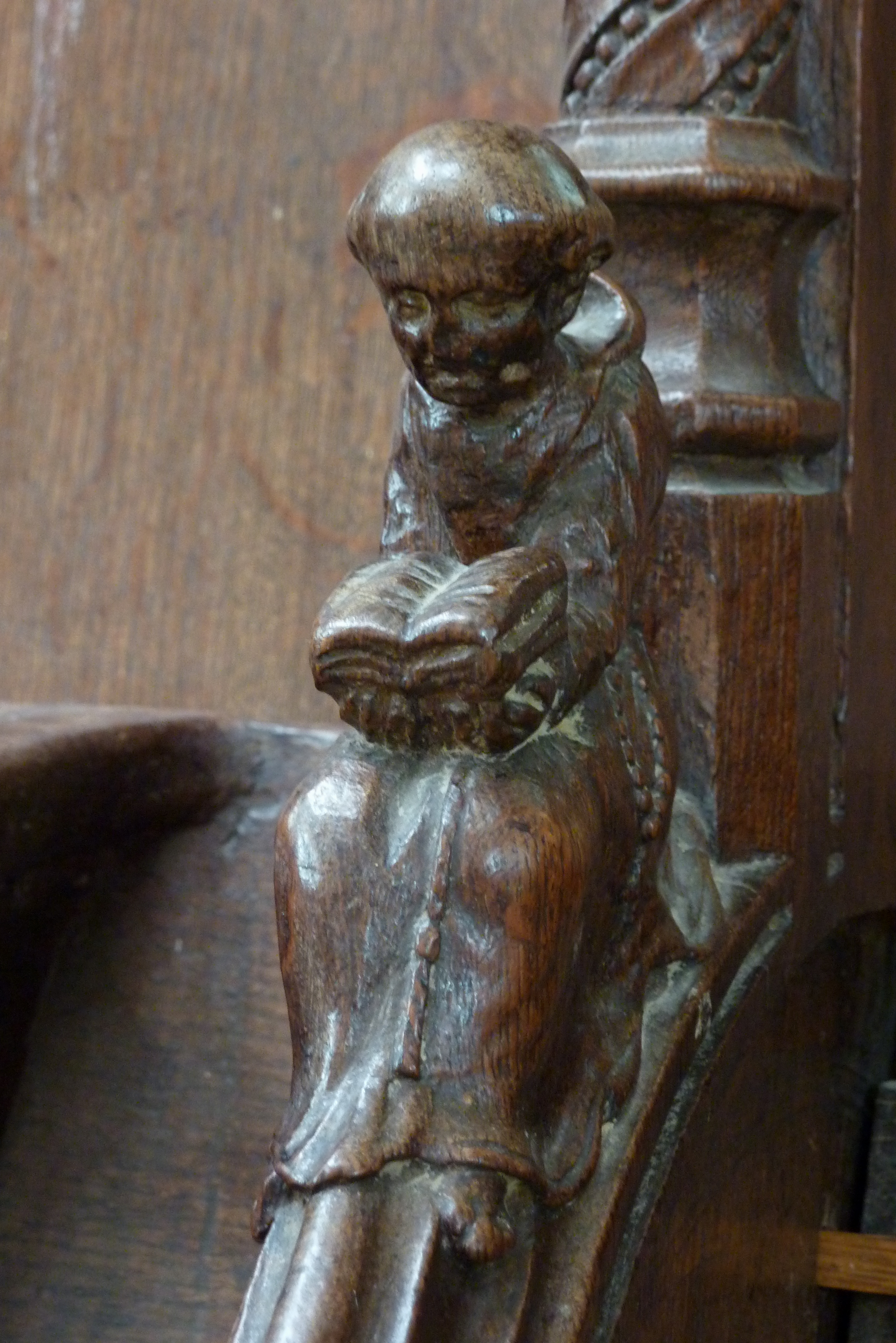
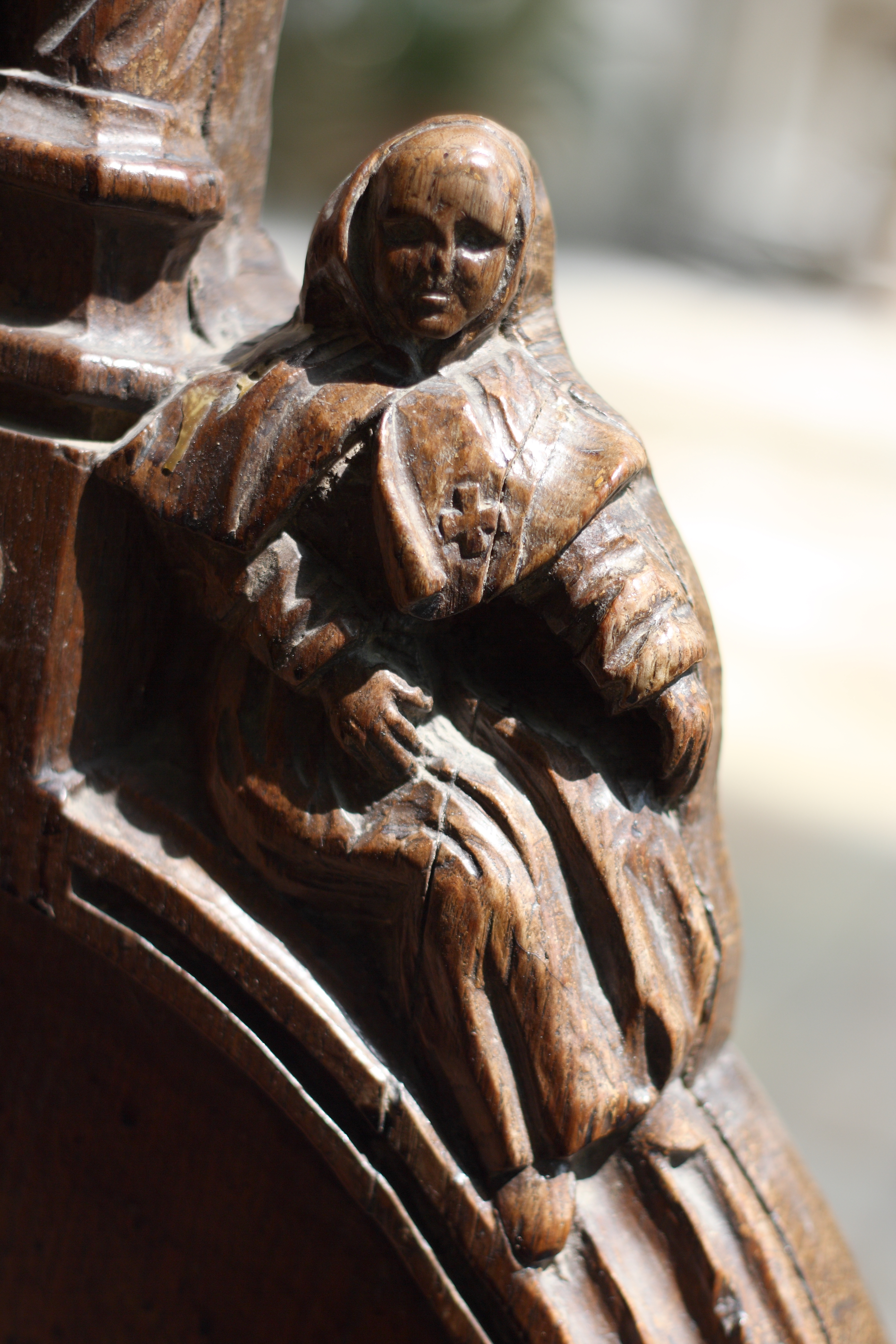
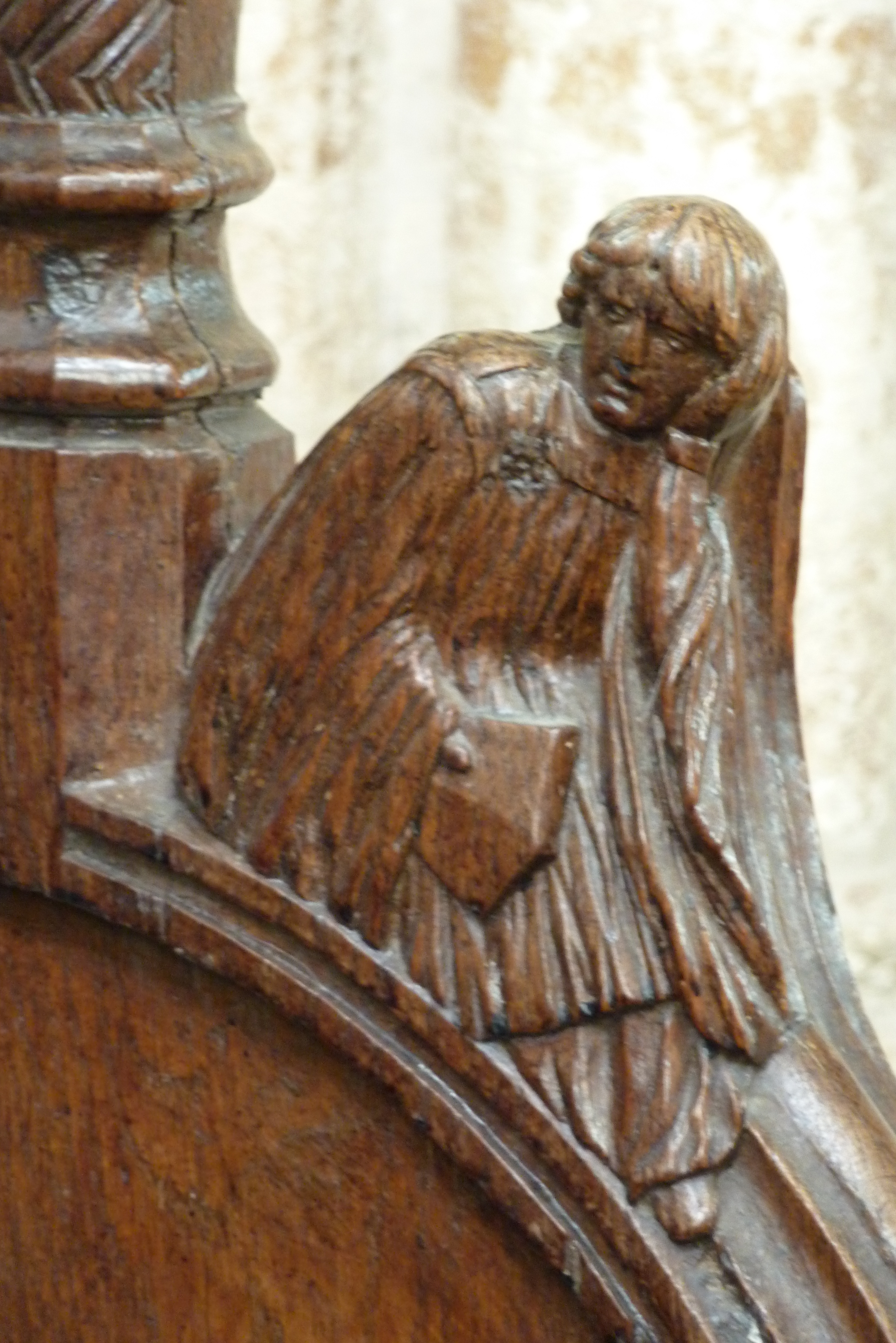